# 伊奧
伊奧 Eöl，是英國作家約翰·羅納德·瑞爾·托爾金的史詩式奇幻小說《精靈寶鑽》中的人物。雅瑞希爾之夫，梅格林之父。黑暗精靈，多瑞亞斯國王埃盧·庭葛的親戚。
他住在艾莫斯谷森林。該地是多瑞亞斯王國領土，但不被納入美麗安環帶。伊奧本來住在多瑞亞斯，但他總勞碌不休，因而對多瑞亞斯輕鬆的日子感到很是厭煩，於是移居至艾莫斯谷森林。伊奧是名了不起的工匠，他與矮人關係良好，經常交流，有時甚至會到兩座矮人城市諾格羅德城和貝磊勾斯特堡作客。伊奧發明了名為勾沃恩 galvorn的黑色金屬，打造了安格拉赫爾劍 Anglachel，進貢給埃盧·庭葛，後來此劍被易名古山格劍，由圖林·圖倫拔所得。後來伊奧也打造了安格威瑞爾劍，作為自己的隨身佩劍。
伊奧見到雅瑞希爾，接引她回家，於是雅瑞希爾住在伊奧家多年，並嫁伊奧。雅瑞希爾生下了兒子梅格林，因為雅瑞希爾是諾多族，所以伊奧禁止她歸寧返家。雅瑞希爾向梅格林訴說自己懷念隱藏王國貢多林的美麗和輝煌，並向梅格林談及她舊日的家庭及生活，雅瑞希爾表達渴望與家族團聚。於是母子二人瞞住伊奧，離開艾莫斯谷森林，前往貢多林，然而他們並不知道伊奧尾隨在後。母子二人到達貢多林後，特剛接見他們，心中又驚又喜，他本以為雅瑞希爾被魔苟斯的妖物吞噬了。當時伊奧也到達貢多林，卻被貢多林的守衛捉住，帶到特剛面前。特剛以禮相待，但伊奧一向憎恨諾多族，他辱罵特剛，準備將梅格林帶走。特剛極為憤怒，他向伊奧重申貢多林的法律：無論光明精靈、黑暗精靈，抑或人類，一旦雙足踏入了貢多林，就無法再度離去。
怎知伊奧將外套下的短標槍擲向梅格林，大喊道：「我寧可選擇死亡，我兒亦如此！你不應擁有我的東西！」雅瑞希爾閃身擋住了標槍，受了輕傷，但標槍上有毒，當晚就離世了。
翌晨，特剛審判伊奧，他並未獲得憐憫，連之前雅瑞希爾及伊綴爾·凱勒布琳朵的求情也幫不了他。伊奧最後在城牆上被拋下懸崖，梅格林站在一旁目睹一切，始終不發一語。伊奧在最後一刻大聲喊道：「你這個孽子！竟然拋棄你父親與其族人。你在這裡所有的希望都將落空，你將死得跟我一樣慘。」他的生命就如此結束了。